# Theodor Rausche

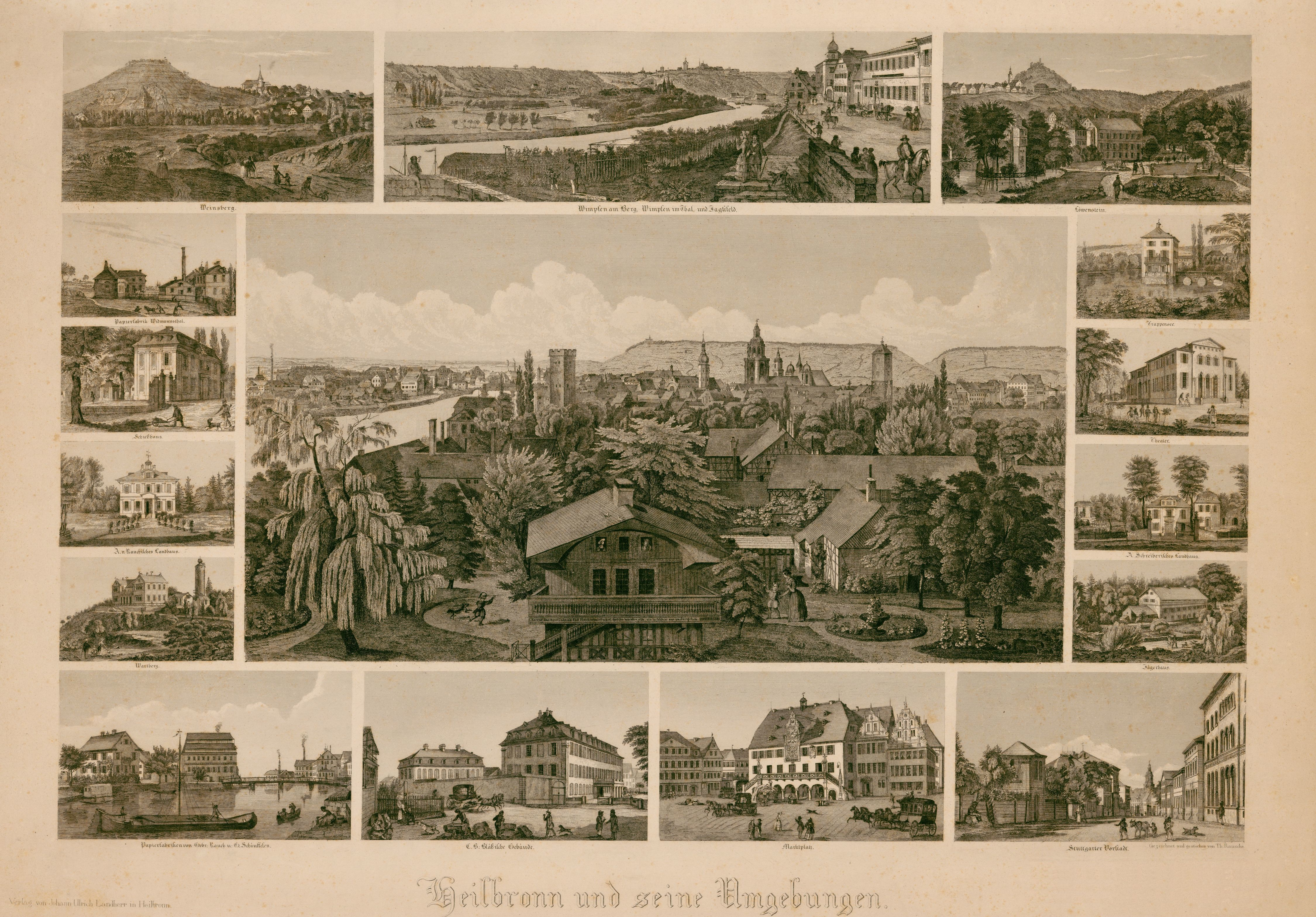
Heilbronn und seine Umgebungen. Stahlstich von Theodor Rausche (um 1835)

Carl Theodor Rausche (* 25. Juli 1807 in Heilbronn; † 12. Oktober 1849 in Stuttgart) war ein württembergischer Kupfer- und Stahlstecher.

## Leben
Theodor Rausche war das älteste Kind des Heilbronner Bürgers und Buchhändlers Theodor Friedrich Rausche (1779–1814) und dessen Frau Johanna Margaretha geb. Löffler. Die Eltern, die am 19. April 1806 heirateten, hatten noch außer den drei früh verstorbenen Kindern die Tochter Caroline Henriette (1811–1831).
Theodor Rausche machte sich 1840  in seiner Heimatstadt Heilbronn als Stecher selbständig. Er wurde immer als Kupferstecher bezeichnet, obwohl die meisten seiner überlieferten Arbeiten Stahlstiche sind. Der künstlerisch sehr begabte Rausche, der mit seinen Ansichten von Heilbronn gegen die erfolgreichen Brüder Louis und Fritz Wolff konkurrierte, brachte einige sehr bemerkenswerte Beiträge. Seine zusammen mit seinem Kollegen Christian Duttenhofer erstellte Neckarpanoramen sind gefälliger, detailreicher und weiter ausgreifend als die von Wolff, während das Sammelbild Heilbronn und seine Umgebungen von Rausche mit einer zentralen Darstellung Heilbronns von Rosenberg und 15 Nebenansichten qualitativ hinter den entsprechenden Wolffschen einzuordnen ist. Sein bekanntestes Werk ist das 1843 erschienene Panorama des Neckars von Heilbronn bis Heidelberg, das er zusammen mit Christian Duttenhofer stach.
Privates Leben von Theodor Rausche bleibt unklar. Er hatte auf jeden Fall zwei Söhne: den am 30. Mai 1839 in Heilbronn unehelich geborenen Theodor Ludwig, der nachträglich legitimiert wurde, und den am 15. August 1847 geborenen Ernst Albert, der 1867 nach England auswanderte.

## Werke (Auswahl)
- Ansicht von Heilbronn mit dem sogenannten „viereckigen Turm“ (Götzenturm), in dem Götz von Berlichingen zwei Tage  eingesessen haben soll.[4]
- Heilbronn und seine Umgebungen (Souvenirblatt mit 16 Ansichten; Stahlstich um 1835)
- 8. deutsches Armeecorps vom 12. bis 20. September 1840 – Anfang der Kriegsübungen, forcirter Übergang über den Neckar nächst Heilbronn.[5]
- Anfahrt der Esslinger Sänger zum Heilbronner Liederfest 1840 (Stich nach Johannes Braungart)[6]